# Transposición 1,2
Una transposición 1,2, migración 1,2, desplazamiento 1,2, rearreglo 1,2 o desplazamiento 1,2 de Whitmore es un tipo de reacción orgánica donde un sustituyente se desplaza de un átomo a otro dentro de un compuesto químico. En una transposición 1,2 el movimiento implica a dos átomos adyacentes, pero es posible observar desplazamientos sobre distancias mayores. En el ejemplo bajo estas líneas, el sustituyente R se desplaza desde el átomo de carbono C
2 a C
3.
El rearreglo es intramolecular y el producto de partida y final son isómeros estructurales. El rearreglo 1,2 pertenece a una amplia clase de reacciones llamadas reacciones de rearreglo.
Un rearreglo que implica a un átomo de hidrógeno se denomina desplazamiento de hidruro 1,2. Si el sustituyente que va a sufrir la transposición es un grupo alquilo, se nombra de acuerdo al anión correspondiente a ese alquilo. Por ejemplo transposición de metanuro 1,2, transposición de etanuro 1,2, etc.

## Mecanismo de reacción
Un rearreglo 1,2 a menudo comienza con la formación de un intermediario reactivo tal como:
- un carbocatión producido por heterólisis ya sea por medio de un rearreglo nucleofílico o por un rearreglo anionotrópico
- un carbanión en un rearreglo electrofílico o en un rearreglo cationotrópico
- un radical libre por medio de homolisis
- un nitreno

La fuerza impulsora para la verdadera migración de un sustituyente en la etapa dos del rearreglo es la formación de un intermediario más estable. Por ejemplo un carbocatión terciario es más estable que un carbocatión secundario y por lo tanto la reacción SN1 de bromuro de neopentilo con etanol conduce a la formación de tert-pentil etil éter.
Los rearreglos de carbocatión son más comunes que aquellas contrapartes con un mecanismo de tipo carbanión o radical. Esta observación puede ser explicada atendiendo a la regla de Hückel. Un estado de transición carbocatiónico cíclico es aromático y se encuentra estabilizado porque soporta dos electrones. Por otro lado en el estado de transición aniónico se encuentran presentes 4 electrones y por lo tanto es antiaromático y se encuentra desestabilizado. Un estado de transición readical puede estar estabilizado o desestabilizado.
La transposición de carbocatión 1,2 más importante es el rearreglo de Wagner-Meerwein. Una transposición 1,2 de tipo carbaniónica se encuentra implicada en el rearreglo de ácido bencílico.

## Rearreglos de radicales 1,2
El primer rearreglo 1,2 de tipo radical reportado en 1911 por Heinrich Otto Wieland fue la conversión de bis(trifenilmetil)peróxido 1 a tetrafeniletano 2.
La reacción procede a través de un radical trifenilmetoxilo A, y una transposición a difenilmetoximetil C y su posterior dimerización. Hasta la fecha resulta poco claro que función cumple el intermediario ciclohexadienilo B, si se trata de un estado de transición o un intermediario reactivo ya que este y cualquier otra posible especie hasta el momento ha eludido su detección por medio de espectroscopía de resonancia de espín electrónica.
Un ejemplo de un desplazamiento de radical 1,2 menos común se encuentra el la pirólisis en fase gaseosa de ciertos compuestos aromáticos policíclicos. La energía que se requiere para que un radical radical arilo lleve a cabo un desplazamiento 1,2 puede ser bastante elevada (más de 60 kcal/mol o 250 kJ/mol) pero es mucho menor a la que se requiere para la abstracción de un protón para formar un arino (82 kcal/mol o 340 kJ/mol). En los radicales de tipo alqueno la reacción preferida es la abstracción de un protón para formar un alquino.

## Rearreglos 1,3
Los rearreglos 1,3 ocurren sobre tres átomos de carbono. Por ejemplo:
- El rearreglo de Frie
- el desplazamiento de alquilos 1,3 o reacción de verbenona a crisantenona